# Puya grandidens
Puya grandidens är en gräsväxtart som beskrevs av Carl Christian Mez. Puya grandidens ingår i släktet Puya och familjen Bromeliaceae. Inga underarter finns listade i Catalogue of Life.